# Oumarou Alma
Oumarou Malam Alma, né le 7 juin 1951 à Kantché (colonie du Niger) et mort le 7 mars 2025, était un homme politique nigérien, plusieurs fois ministre.

## Biographie
Oumarou Alma fréquente l'école primaire dans son village natal de Kantché, un collège à Magaria et le Lycée national dans la capitale Niamey, où il obtient son baccalauréat en 1971. Il étudie ensuite à l'université de Lomé au Togo, puis à l'université d'Abidjan, en Côte d'Ivoire, où il obtient une licence en droit en 1975. Il termine sa formation universitaire en 1976 à l'Université libre de Bruxelles en Belgique, d'où il sort avec une licence en droit des assurances et une maîtrise en santé publique.
De retour au Niger, Oumarou Alma travaille dans l'administration publique à partir de 1976. Il est l'un des fondateurs de la Société nigérienne d'Assurances et de Réassurances (SNAR-Leyma), dont il est le directeur général adjoint à partir de 1977 et le directeur général de 1988 à 1993. À partir de la fin des années 1980, Alma est également président du conseil d'administration de plusieurs entreprises, dont la société bancaire SONIBANK, et administrateur de l'Hôtel Gawèye de l'État dans la capitale. Il a été également président d'honneur du club de football Sahel Sporting Club.
Lors de la Conférence nationale de 1991, qui marque le début de la transition du Niger vers une démocratie multipartite, il fait partie du comité préparatoire et est délégué. Alma rejoint l'ancien parti unique Mouvement national de la société de développement (MNSD-Nassara) et prend la présidence de la section du parti de Zinder. Il est élu député de la circonscription de Kantché lors des élections législatives de 1999 et siège à l'Assemblée nationale jusqu'en 2009. Il y occupe le poste de président de la commission des Finances.
Le candidat du MNSD-Nassara, Mamadou Tandja, remporte l'élection présidentielle de 1999 et fait entrer Oumarou Alma dans son premier gouvernement, formé le 5 janvier 2000, en tant que ministre de la Privatisation et de la Restructuration des entreprises. Ce ministère venait d'être créé. Dans cette fonction, Alma est remplacé le 17 septembre 2001 par la ministre Fatima Trapsida. À partir de 2007, il fait partie du conseil d'administration du groupe bancaire Banque atlantique.
Le président de la République Mahamadou Issoufou du Parti nigérien pour la démocratie et le socialisme (PNSD-Tarayya), au pouvoir depuis 2011, forme un nouveau gouvernement le 13 août 2013, dans lequel il intègre des fonctionnaires du MNSD-Nassara, désormais parti d'opposition. Oumarou Alma est nommé ministre du Commerce et de la Promotion du secteur privé en remplacement de Saley Saïdou. Il a ensuite été exclu du MNSD-Nassara en février 2014. et devient peu après vice-président du Mouvement patriotique pour la République (MPR-Jamhuriya), une scission du MNSD-Nassara dirigée par Albadé Abouba.
Alma reste ministre du Commerce et de la Promotion du secteur privé dans le gouvernement formé le 11 avril 2016 après la réélection du président Issoufou, mais il quitte le gouvernement le 20 octobre 2016. Début 2020, plusieurs responsables du parti — outre Oumarou Alma, par exemple l'ancien président du Parlement Amadou Salifou — et leur entourage s'opposent au président du MPR-Jamhuriya Albadé Abouba et quittent le parti. Alma devient le président du Rassemblement pour la paix et le progrès (RPP-Farilla), dont le congrès fondateur se déroule le 27 septembre 2020. Lors de l'élection présidentielle de 2020, il obtient 2,47 % des voix en tant que candidat du RPP-Farilla et se classe septième sur trente candidats. Le vainqueur de l'élection, Mohamed Bazoum (PNDS-Tarayya), le nomme ministre des transports dans son gouvernement formé le 7 avril 2021.
En juillet 2023, après le coup d'État, Oumarou Alma est arrêté et mis en résidence surveillée par la junte au pouvoir.
Oumarou Alma meurt le 7 mars 2025, à l'âge de 73 ans.